# 18e regering van Israël
De 18e regering (ook bekend als het kabinet–Begin I) was de uitvoerende macht van de Staat Israël van 21 juni 1977 tot 5 augustus 1981. Premier Menachem Begin (Likoed) stond aan het hoofd van een coalitie van Likoed, Dash, de Nationaal-Religieuze Partij en het Verenigd Thora-Jodendom.

## Ambtsbekleders
| Ambtsbekleder                    | Ambtsbekleder     | Ambtsbekleder                               | Functie                                          | Ambtstermijn     | Ambtstermijn      | Partij                       |
| -------------------------------- | ----------------- | ------------------------------------------- | ------------------------------------------------ | ---------------- | ----------------- | ---------------------------- |
|                                  | Menachem Begin    | Menachem Begin מְנַחֵם בֵּגִין (1913–1992)        | Premier                                          | 21 juni 1977     | 10 oktober 1983   | Likoed                       |
|                                  | Simha Erlich      | Simha Erlich שמחה ארליך (1915–1983)         | Vicepremier                                      | 21 juni 1977     | 19 juni 1983      | Likoed                       |
| Minister van Financiën           | Simha Erlich      | Simha Erlich שמחה ארליך (1915–1983)         | 7 november 1979                                  | 21 juni 1977     |                   | Likoed                       |
|                                  | Yigael Yadin      | Rav Aluf Yigael Yadin יגאל ידין (1917–1994) | Vicepremier                                      | 25 oktober 1977  | 5 augustus 1981   | Dash (1977–78)               |
| Democratische Beweging (1978–81) | Yigael Yadin      | Rav Aluf Yigael Yadin יגאל ידין (1917–1994) | Vicepremier                                      | 25 oktober 1977  | 5 augustus 1981   |                              |
|                                  | Yigael Yadin      | Rav Aluf Yigael Yadin יגאל ידין (1917–1994) | Vicepremier                                      | 25 oktober 1977  | 5 augustus 1981   | Onafhankelijk (1981)         |
|                                  | Ezer Weizman      | Aluf Ezer Weizman עזר ויצמן (1924–2005)     | Minister van Defensie                            | 21 juni 1977     | 28 mei 1980       | Onafhankelijk                |
|                                  | Menachem Begin    | Menachem Begin מְנַחֵם בֵּגִין (1913–1992)        | Minister van Defensie                            | 28 mei 1980      | 5 augustus 1981   | Likoed                       |
|                                  | Moshe Dayan       | Rav Aluf Moshe Dayan משה דיין (1915–1981)   | Minister van Buitenlandse Zaken                  | 21 juni 1977     | 23 oktober 1979   | Onafhankelijk                |
|                                  | Menachem Begin    | Menachem Begin מְנַחֵם בֵּגִין (1913–1992)        | Minister van Buitenlandse Zaken                  | 23 oktober 1979  | 10 maart 1980     | Likoed                       |
|                                  | Yitzhak Shamir    | Yitzhak Shamir יִצְחָק שָׁמִיר (1915–2012)        | Minister van Buitenlandse Zaken                  | 10 maart 1980    | 20 oktober 1986   | Likoed                       |
|                                  | Yosef Burg        | Yosef Burg יוסף בורג (1909–1999)            | Minister van Binnenlandse Zaken                  | 21 juni 1977     | 13 september 1984 | Nationaal- Religieuze Partij |
|                                  |                   | Yigael Hurvitz יִגָּאֵל הורביץ (1918–1994)      | Minister van Financiën                           | 7 november 1979  | 13 januari 1981   | Likoed                       |
|                                  | Joram Aridor      | Joram Aridor יורם ארידור (1933)             | Minister van Financiën                           | 13 januari 1981  | 15 oktober 1983   | Likoed                       |
|                                  | Menachem Begin    | Menachem Begin מְנַחֵם בֵּגִין (1913–1992)        | Minister van Justitie                            | 21 juni 1977     | 24 oktober 1977   | Likoed                       |
|                                  | Shmuel Tamir      | Shmuel Tamir מְנַחֵם בֵּגִין (1923–1987)          | Minister van Justitie                            | 24 oktober 1977  | 5 augustus 1980   | Dash (1977–78)               |
| Democratische Beweging (1978–80) | Shmuel Tamir      | Shmuel Tamir מְנַחֵם בֵּגִין (1923–1987)          | Minister van Justitie                            | 24 oktober 1977  | 5 augustus 1980   |                              |
|                                  |                   |                                             | Minister van Justitie                            | Vacant           |                   |                              |
|                                  | Moshe Nissim      | Moshe Nissim יורם ארידור (1935)             | Minister van Justitie                            | 5 augustus 1980  | 16 april 1986     | Likoed                       |
|                                  |                   | Yigael Hurvitz יִגָּאֵל הורביץ (1918–1994)      | Minister van Economie                            | 21 juni 1977     | 1 oktober 1978    | Likoed                       |
|                                  |                   |                                             | Minister van Economie                            | Vacant           |                   |                              |
|                                  | Gideon Patt       | Gideon Patt גדעון פת (1933–2020)            | Minister van Economie                            | 15 januari 1979  | 13 september 1984 | Likoed                       |
|                                  | Eliezer Shostak   | Eliezer Shostak אליעזר שוסטק (1911–2001)    | Minister van Volksgezondheid                     | 21 juni 1977     | 13 september 1984 | Likoed                       |
|                                  | Menachem Begin    | Menachem Begin מְנַחֵם בֵּגִין (1913–1992)        | Minister van Arbeid en Sociale Zaken             | 21 juni 1977     | 24 oktober 1977   | Likoed                       |
|                                  |                   | Israel Katz ישראל כץ (1927–2010)            | Minister van Arbeid en Sociale Zaken             | 24 oktober 1977  | 5 augustus 1981   | Onafhankelijk                |
|                                  |                   | Zevulun Hammer זבולון המר (1936–1998)       | Minister van Onderwijs en Cultuur                | 21 juni 1977     | 13 september 1984 | Nationaal- Religieuze Partij |
|                                  | Menachem Begin    | Menachem Begin מְנַחֵם בֵּגִין (1913–1992)        | Minister van Vervoer                             | 21 juni 1977     | 24 oktober 1977   | Likoed                       |
|                                  | Meir Amit         | Aluf Meir Amit מאיר עמית (1921–2009)        | Minister van Vervoer                             | 24 oktober 1977  | 15 september 1978 | Dash                         |
|                                  |                   |                                             | Minister van Vervoer                             | Vacant           |                   |                              |
|                                  | Chaim Landau      | Chaim Landau חיים לנדאו (1916–1981)         | Minister van Vervoer                             | 15 januari 1979  | 5 augustus 1981   | Likoed                       |
|                                  | Ariel Sharon      | Aluf Ariel Sharon אֲרִיאֵל שָׁרוֹן (1928–2014)    | Minister van Landbouw                            | 21 juni 1977     | 5 augustus 1981   | Likoed                       |
|                                  | Gideon Patt       | Gideon Patt גדעון פת (1933–2020)            | Minister van Huisvesting en Constructie          | 21 juni 1977     | 15 januari 1979   | Likoed                       |
|                                  | David Levy        | David Levy דוד לוי (1937)                   | Minister van Huisvesting en Constructie          | 15 januari 1979  | 11 juni 1990      | Likoed                       |
|                                  | Itzhak Modai      | Itzhak Modai יצחק מודעי (1926–1998)         | Minister van Infrastructuur en Energie           | 21 juni 1977     | 5 augustus 1981   | Likoed                       |
|                                  | David Levy        | David Levy דוד לוי (1937)                   | Minister van Immigratie                          | 21 juni 1977     | 5 augustus 1981   | Likoed                       |
|                                  | Aaron Abuchatsira | Aaron Abuchatsira אהרן אבוחצירא (1938–2021) | Minister van Religieuze Zaken                    | 21 juni 1977     | 5 augustus 1981   | Nationaal- Religieuze Partij |
|                                  | Menachem Begin    | Menachem Begin מְנַחֵם בֵּגִין (1913–1992)        | Minister van Communicatie                        | 21 juni 1977     | 24 oktober 1977   | Likoed                       |
|                                  | Meir Amit         | Aluf Meir Amit מאיר עמית (1921–2009)        | Minister van Communicatie                        | 24 oktober 1977  | 15 september 1978 | Dash                         |
|                                  |                   |                                             | Minister van Communicatie                        | Vacant           |                   |                              |
|                                  | Itzhak Modai      | Itzhak Modai יצחק מודעי (1926–1998)         | Minister van Communicatie                        | 15 januari 1979  | 22 december 1980  | Likoed                       |
|                                  | Joram Aridor      | Joram Aridor יורם ארידור (1933)             | Minister van Communicatie                        | 22 december 1980 | 5 augustus 1981   | Likoed                       |
|                                  | Chaim Landau      | Minister zonder portefeuille (Vervoer)      | Chaim Landau חיים לנדאו (1916–1981)              | 21 juni 1977     | 15 januari 1979   | Likoed                       |
|                                  | Moshe Nissim      | Moshe Nissim יורם ארידור (1935)             | Minister zonder portefeuille (Economische Zaken) | 1 oktober 1978   | 5 augustus 1980   | Likoed                       |